# Classificazione TC
In biologia molecolare, la classificazione TC è un sistema di classificazione funzionale dei trasportatori di membrana, ovvero proteine transmembrana che hanno funzione di trasporto di altre molecole attraverso la membrana cellulare.
Il sistema TC è stato proposto nel 1998 e non ha per ora avuto lo stesso successo del sistema di classificazione EC per gli enzimi, di cui vorrebbe essere un analogo nel campo dei trasportatori. Anche in questo caso infatti viene assegnato a ogni trasportatore classificato un numero (es: 3.A.1.202.1) che rappresenta la categorizzazione in classi e sottoclassi funzionali della proteina in questione. Sebbene il sistema abbia un'indubbia utilità organizzativa, esso non è ancora stato assunto a standard, per cui per esempio non viene citato nella maggioranza delle pubblicazioni scientifiche riguardanti i trasportatori.